# Vitamin X
Vitamin X (afgekort VX) is een Nederlandse hardcore punkband uit Amsterdam geformeerd in 1997. De band bestaat uit Marko Korac (zang), Alex Koutsman (basgitaar), Danny (drums) en Marc Emmerik (songwriter, gitaar). De band mixt snelle hardcore met thrash, jaren 70-rock riffs en wilde gitaarsolo's. De leden zijn straight edge, maar de band profileert zich niet meer met deze levensstijl.

## Discografie

### Studioalbums
- 2000 - See Thru Their Lies
- 2002 - Down the Drain
- 2004 - Bad Trip
- 2008 - Full Scale Assault
- 2012 - About to Crack
- 2018 - Age of Paranoia

### Ep's
- 1998 - Straight Edge Crew
- 1999 - Once Upon a Time...
- 2001 - We Came Here for Fun
- 2001 - People That Bleed
- 2003 - gedeelde 7" met Blind Society (King Friday)
- 2003 - Random Violence (Japanse tourcd, Good Luck)
- 2005 - Rip It Out (Havoc)

## Leden
- Marko Korac - zang
- Marc Emmerik - gitaar, songwriter
- Alex Koutsman - basgitaar
- Danny - drums

### Voormalige leden
- Wimmy "Zero" Koster - drums
- Paolo G. - drums
- Boka (Ratos De Porao) - drums
- Johan X - drums
- Wolfi - drums
- Eric 'Sunk' Ankersmit - gitaar